# Cruciada germană din 1197
Cruciada din 1197 (denumită și Cruciada lui Henric al VI-lea, Cruciada germană din 1197) a fost o cruciadă inițiată de împăratul romano-german Henric al VI-lea de Hohenstaufen, ca răspuns la indecisa Cruciadă a treia întreprinsă de tatăl său, Frederic I Barbarossa, în 1190. Cruciada din 1197 s-a încheiat brusc, după recucerirea orașelor Sidon și Beirut. Henric al VI-lea a murit de febră la Messina în octombrie 1197, fapt care a avut printre alte rezultate revenirea în Germania a principalilor participanți, pentru a putea fi de față la alegerea noului împărat.

## Context
În 1187, comandantul ayyubid Saladin a capturat Ierusalimul de la statele cruciate. Într-un efort de a-l recuceri, a fost lansată Cruciada a treia de către regele Filip al II-lea al Franței, regele Richard Inimă de Leu al Angliei și împăratul Frederic I Barbarossa. Împăratul, deși a reușit să cucerească Iconium de la Sultanatul de Rum, a murit la traversarea unui râu din Anatolia, iar cruciada germană, care ar fi inclus un număr de 100.000-150.000 de participanți, s-a dizolvat de la sine. Doar un număr semnificativ de germani și-au continuat drumul către Țara Sfântă. S-a ajuns la un compromis între cruciați și musulmani, prin care regiunea rămânea în cea mai mare parte sub stăpânirea musulmană, dar pelerini creștini aveau acces în Pământul Sfânt.
Fiul mai mare al lui Frederic Barbarossa, Henric al VI-lea a declarat o nouă cruciadă, în speranța că starea de spirit și elanul din Cruciada a treia mai pot fi utilizate. În ciuda insuccesului Cruciadei a treia, inițiativa lui Henric s-a bucurat de succes, el primind răspunsuri favorabile din partea a:
- doi arhiepiscopi
- nouă episcopi
- cinci duci.

De asemenea, noii cruciade i s-a raliat un mare număr de nobili minori, drept pentru care o puternică forță militară se pregătea pentru a trece în Țara Sfântă.

## Cruciada germană
Henric al VI-lea a hotărît să profite de pe urma loviturii de forță pe care tatăl său Frederic Barbarossa a utilizat-o față de Imperiul Bizantin pentru a stabili tributul acestuia față de Imperiul occidental, drept pentru care a trimis o scrisoare de amenințare împăratului bizantin, Isaac al II-lea Angelos. Între timp, Isaac fusese detronat în aprilie 1195 de către fratele său Alexios al III-lea Angelos, care s-a supus imediat solicitărilor de tribut formulate de Henric al VI-lea, stabilind taxe ridicate din partea supușilor săi pentru a pitea plăti tributul față de cruciații germani. Însă înainte de a se îmbarca la Messina, Henric a murit. La acel moment, o forță substanțială germană se afla deja în drum spre Palestina. Cruciații debarcaseră la Acra în septembrie 1197 și recuceriseră de la musulmani Sidonul și Beirutul. La aflarea veștii morții împăratului, ei au revenit în Occident, fără a mai profita de pe urma auspiciilor militare favorabile.